# 卡纳维拉尔角空军基地12号发射台
12号发射复合体（LC-12）位于卡纳维拉尔角空军基地，用于在1958年至1967年间发射宇宙神系列火箭和导弹的发射场。它是导弹环南端的倒数第二个，在LC-11之南，LC-13之北。它与11，13，14号一同是当时最坚固的发射场。它有一个6米高的混凝土发射台，加强的防护室。火箭经发射台西南方的斜坡送上。
该发射场曾用于宇宙神A，宇宙神C和宇宙神D导弹的测试，以及宇宙神-阿布尔和后来的宇宙神-阿金纳火箭的入轨发射。为阿波罗计划做先期实验的FIRE计划使用宇宙神D火箭在此进行。
1959年9月24日，第一枚宇宙神-阿布尔9C在LC-12发射台上做静态试车实验时爆炸，原因是火箭发动机的一台涡轮泵因故障没有停车，而继续向着火的火箭尾部提供液氧。约一分钟后，火箭结构受损并倾倒爆炸。修复受损的发射台花费了7个月时间。因此下一次发射是在1960年5月。
1961年，LC-12经改造用于发射宇宙神-阿金纳火箭。首枚宇宙神-阿金纳发射于1961年8月。1962年4月23日, 宇宙神-阿金纳B 133D将美国首枚月面着陆卫星游骑兵4号送入太空。
1962年8月27日，宇宙神-阿金纳B 179D发射了水手2号，这是首个飞越其他行星的人造卫星。1964年7月28日, 宇宙神-阿金纳B 250D发射游骑兵7号，是游骑兵计划中首个完全成功的卫星。1964年11月28日，宇宙神-阿金纳D 288D发射了水手4号，拍摄了火星的第一幅照片。
1967年, LC-12位列将被拆除的四座宇宙神发射台之中。随后发射塔，移动服务结构及发射辅助设备都被拆除。整个发射场也不再维持。